# شعب بيرتا

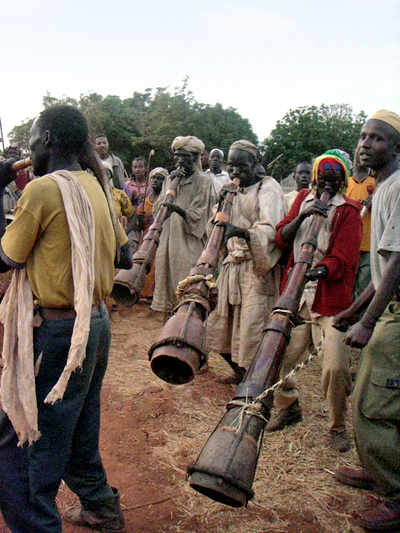
شعب بيرتا وهم يحملون الوازا وهي من الآت الموسيقية التقليدية

بيرتا أو البيرثا هي مجموعة عرقية تعيش على طول حدود السودان وإثيوبيا. يتكلمون اللغة النيلية الصحراوية التي لا علاقة لتلك الدول المجاورة النيلية الصحراوية منها (جوموز، Uduk). يبلغ إجمالي عدد سكان إثيوبيا حوالي 183000 نسمة.

## التاريخ
يمكن العثور على أصولها في سنار بشرق السودان، في منطقة سلطنة الفونج السابقة (1521-1804). خلال القرن السادس عشر أو السابع عشر، هاجروا إلى غرب إثيوبيا، في منطقة بنيشنقول جوموز الحديثة. "Benishangul" هو شكل معرب من الاسم الأصلي Bela Shangul ، ويعني "Rock of Shangul". يشير هذا إلى حجر مقدس يقع في جبل في Menge woreda ، وهو أحد الأماكن التي استقر فيها بيرتا في الأصل عند وصولهم إلى إثيوبيا.
اتسم وصولهم إلى إثيوبيا بصراع إقليمي قوي بين مجتمعات شانغول المتنوعة. لهذا السبب، ولحماية أنفسهم من غارات العبيد القادمة من السودان، قررت مجتمعات شانغول إنشاء قراهم في تلال وجبال محمية بشكل طبيعي، وسط نتوءات صخرية. بسبب هذه التضاريس القاسية، تم رفع المنازل والمخازن فوق أعمدة حجرية. وصف المسافر الألماني إرنست مارنو العمارة والقرى في كتابه Reisen im Gebiete des Blauen und Weissen Nil (فيينا، 1874). تم دمج shangul Benishangul في إثيوبيا فقط في عام 1896.
بعد انحسار الصراعات والغارات خلال القرن العشرين، انتقل شعب شانغول إلى الوديان خلال القرن 19، حيث تقع قراهم اليوم. تم تقسيم منطقة بني شنقول في العديد من المشايخ (Fadasi، Komosha، Gizen، Asosa في)، وأقوى من التي كان يحكمها الشيخ Khoyele في نهاية القرن 19.

## التقاليد
بعد عدة قرون من النفوذ العربي السوداني، أصبح أهل البيرتا الآن معظمهم مسلمون والعديد منهم يتحدثون العربية بطلاقة. بسبب تزاوجهم مع التجار العرب، تم تسمية بعض بيرتا واتوات - الاسم المحلي لـ «بات»، مما يعني أنهم كانوا مزيجًا من مجموعتين مختلفتين تمامًا. ومع ذلك، لا يزال لديهم عادات تقليدية تشبه تلك التي لدى جيرانهم من نيلو الصحراء. على سبيل المثال، لا يزال هناك متخصصون في الطقوس يسمى نيري ، الذين لديهم قوى الشفاء والعرافة. هم الذين يعرفون كيف يتعاملون مع الأرواح الشريرة (شومان). تم العثور على طقوس صنع المطر أيضًا بين بيرتا، كما بين المجتمعات النيلية الصحراوية والنيلية الأخرى.
في حفلات الزفاف الخاصة بهم، يلعب الموسيقى الذكور مع أبواق كالاباش كبيرة (وازا). يصل العريس إلى حفل الزفاف على ظهر حمار ويحمل عصا في يده. بعد الزفاف، يجب على الزوج أن يبني كوخًا ويعيش في قرية زوجته لمدة عام أو أكثر، ليحرث أرض والد زوجته. الطلاق مقبول. يمارس بيرتا خدشًا، عادة ثلاثة خطوط رأسية على كل خد، يعتبرونها رموزًا لله (يتم تفسير كل سطر على أنه حرف الله الأولي، الألف العربي).
معظم بيرتا هم مزارعون مختلطون يشاركون أيضًا في تربية الماشية والتجارة وتربية النحل وزراعة البن. طعامهم الرئيسي هو الذرة الرفيعة، التي يصنعون بها العصيدة في الأوعية الخزفية. كما يصنعون الجعة بالذرة الرفيعة. يتم إعداد البيرة في أواني من السيراميك كبيرة تسمى العور وis'u. تلعب فرق العمل دورًا مهمًا في مجتمع بيرتا. عندما يريد شخص ما بناء منزل أو زراعة حقل، فإنه يتصل بجيرانه للمساعدة ويقدم البيرة والطعام.

## فهرس
- أندرسن، ت. 1993. «جوانب علم الأصوات بيرتا». Afrika und Übersee 76: 41-80.
- أندرسن، ت. 1995. «مطلق ومطلق في بيرتا». في نيكولاي وروتلاند.): الندوة الخامسة للغات النيلية الصحراوية . نيس، 24-29 أغسطس 1992. الإجراءات. (نيلو الصحراء 10). كولن: كوب، ص.   36-49.
- بندر، ل.1989. «بيرتا المعجم». في L. Bender (ed.): موضوعات في اللغويات النيلية الصحراوية (Nilo-Saharan 3). هامبورغ: هيلموت بوسكي، ص.   271-304.
- González-Ruibal، A. 2006. النظام في عالم مضطرب: بيت بيرثا (غرب إثيوبيا). Anthropos 101 (2): 379-402.
- تريولزي، أليساندرو. 1981. الملح والذهب والشرعية. تمهيدا لتاريخ الأرض الحرام. بيلا شانغول، والاجا، إثيوبيا (حوالي 1800-1898). نابولي: Istituto di Studi Orientale.

## روابط خارجية
- دخول إثنولوج